# Área salvaje Powderhorn
El área salvaje Powderhorn (del inglés: Powderhorn Wilderness) es un área salvaje o virgen situada en los condados de Hinsdale y Gunnison del estado de Colorado, Estados Unidos. Se localiza a 8,0 km al noreste de la ciudad de Lake City y comprende aproximadamente 251,1 km². La mayor parte de la zona norte, de 194,71 km², aproximadamente el 77,5%, se encuentra en la Oficina de Administración de Tierras y su parte sur,  56,39 km², aproximadamente el 22,5%, se encuentra dentro del bosque nacional Gunnison.
El área salvaje Powderhorn es una parte importante de la cuenca hidrográfica del río Gunnison. El área protege el este, centro y oeste de los ramales del arroyo Powderhorn, que fluye hacia el norte directamente en el río Gunnison. En la zona hay numerosos lagos pequeños y estanques de castores. Entre los más grandes se encuentran el lago del Diablo y el lago Powderhorn.
Gran parte del área se encuentra por encima de la vegetación arbórea en 3700 m y es reconocida como una de las mayores extensiones de tundra en el territorio continental de los Estados Unidos. Las partes más bajas de la zona se caracterizan por grandes rodales de pino ponderosa y arboledas de álamo y artemisa.
La selva se encuentra protegida por la Oficina de Administración de Tierras y el Servicio Forestal de los Estados Unidos.